# متلازمة فلوتينغ هاربور
متلازمة فلوتينغ هاربور، وتُعرف أيضًا باسم متلازمة بيليتييه-ليستي، مرض نادر، إذ توجد أقل من 50 حالة موصوفة في الأدبيات. عادةً ما تُشخص في مرحلة الطفولة المبكرة وتتميز بقصر القامة المتناسب مع ثالوث تشخيصي يشمل تأخر العمر العظمي ومظهر مميز للوجه وتأخر النطق. رغم أن سبب المتلازمة غير معروف، يُعتقد أنها ناتج عن طفرة جينية، وتُشخص من وجود طفرة متغايرة الزيجوت في جين إس آر سي إيه بّي لدى الأفراد الذين يملكون المظاهر السريرية لمتلازمة فلوتينغ هاربور.

## العلامات والأعراض
فيما يلي السمات السريرية الشائعة للأفراد المصابين بمتلازمة فلوتينغ هاربور. يُظهر المرضى درجات متفاوتة من بعض أو كل أعراض متلازمة فلوتينغ هاربور. تعد تشوهات الوجه أكثر السمات التي تؤكد الإصابة بهذا المرض.

### ملامح الوجه الأساسية
- وجه مثلثي
- عيون غائرة
- قصر النثرة
- فم واسع وتكون حافة الشفة العليا رقيقة
- أنف طويل له جسر ضيق وقاعدة منتفخة عريضة
- آذان منخفضة التوضع[8]

### جودة الصوت واللغة
- رتة وخلل في الأداء اللفظي مع عدم وضوح الصوت اللغوي
- فرط الخنة
- أصوات عالية النبرة
- ضعف شديد في وظائف الاستيعاب والتعبير اللغوي[8]

### السمات الجسدية
- تأخر كبير في العمر العظمي، ويصبح طبيعيًا بين سن الـ6-12 عامًا
- تشوهات هيكلية: قصر الأصابع، زيادة عرض أطراف الأصابع أو تعجرها، تقوس الأصابع، قصر الإبهام، بروز المفاصل، تشوهات في الترقوة

- قصر القامة: بالنسبة للإناث، بلغ أقصى طول نسبة 20% من الطبيعي؛ أما بالنسبة للذكور، بلغ أقصى طول نسبة 25% من الطبيعي، لكن يوجد اختلاف في طول الذكور على نطاق أوسع[9]

### السلوك
- نوبات الغضب أثناء الطفولة
- اضطراب نقص الانتباه مع فرط النشاط خلال سنوات الدراسة: الاندفاع، وقلة الانتباه، والارتباك
- نوبات عدوانية غير متوقعة
- اضطراب طيف التوحد (حالة واحدة)
- متلازمة أسبرجر (حالة واحدة)
- الاضطراب الوسواسي القهري (حالتان)[8]